# Catching Milat
Catching Milat, es una miniserie australiano de dos episodios estrenada del 17 de marzo del 2015 hasta el 24 de marzo del 2015 por medio de la cadena Seven Network. La miniserie contó la historia de Ivan Milat, el asesino de mochileros.

## Historia
La miniserie se basa libremente en la verdadera historia de cómo la policía de NSW Taskforce Aire rastreó y atrapó al asesino en serie Ivan Milat, quien era responsable de los infames asesinatos de mochileros.

## Personajes

### Personajes Principales
| Actor             | Personaje      | Ocupación                     | Nº de episodios | Duración |
| ----------------- | -------------- | ----------------------------- | --------------- | -------- |
| Malcolm Kennard   | Ivan Milat     | Asesino en Serie              | 2               | 2015     |
| Richard Cawthorne | Paul Gordon    | Detective                     | 2               | 2015     |
| Geoff Morrell     | Clive Small    | Superintendente de la Policía | 2               | 2015     |
| David Field       | Neil Birse     | Detective                     | 2               | 2015     |
| Salvatore Coco    | Mark Camenzuli | Detective                     | 2               | 2015     |
| Luke Ford         | Bob Godden     | Inspector                     | 2               | 2015     |
| Craig Hall        | Rod Lynch      | Inspector                     | 2               | 2015     |
| Leeanna Walsman   | Shirley Soire  | Hermana de Ivan               | 2               | 2015     |
| Fletcher Humphrys | Richard Milat  | Hermano de Ivan               | 2               | 2015     |
| Sacha Horler      | Karen Milat    | Esposa de Ivan                | 1               | 2015     |
| Carole Skinner    | Margaret Milat | Madre de Ivan                 | 2               | 2015     |

### Personajes Secundarios
| Actor                     | Personaje           | Ocupación                               | Nº de episodios | Duración |
| ------------------------- | ------------------- | --------------------------------------- | --------------- | -------- |
| Alan Lovell               | O'Connor            | Detective                               | 2               | 2015     |
| Richard Sutherland        | Royce Gorman        | Detective                               | 2               | 2015     |
| Steve Vella               | Gerard Dutton       | Sargento                                | 2               | 2015     |
| Leigh Scully              | Trichter            | Sargento                                | 2               | 2015     |
| Coralie Bradbury          | Callaghan           | Oficial                                 | 2               | 2015     |
| Ben Geurens               | David "Bodge" Milat | Hermano de Ivan                         | 2               | 2015     |
| Alan Flower               | Alex Milat          | Hermano de Ivan                         | 2               | 2015     |
| Daniel Krige              | Wally Milat         | Hermano de Ivan                         | 2               | 2015     |
| Zoe Houghton              | Joan Milat          | Esposa de Alex                          | 2               | 2015     |
| Leah Vandenberg           | Chalinda Hughes     | Novia de Ivan                           | 2               | 2015     |
| Lizzie Schebesta          | Ruth Kilmarten      | -                                       | 2               | 2015     |
| Anita Hegh                | Alison Small        | -                                       | 2               | 2015     |
| Alex Williams             | Paul Onions         | Mochilero Británico                     | 2               | 2015     |
| Cecelia Peters            | Joanne Walters      | Mochilera Británica (Víctima de Ivan)   | 2               | 2015     |
| Mavournee Hazel           | Caroline Clarke     | Mochilera Británica (Víctima de Ivan)   | 2               | 2015     |
| Charlotte Chimes          | Anja Habschied      | Mochilera Alemana (Víctima de Ivan)     | 2               | 2015     |
| Milan Pulvermacher        | Gabor Neugebauer    | Mochilero Alemán (Víctima de Ivan)      | 2               | 2015     |
| Natalia Ladyko            | Simone Schmidl      | Mochilera Alemana (Víctima de Ivan)     | 2               | 2015     |
| Hayley Mitchelhill-Miller | Deborah Evereist    | Mochilera Australiana (Víctima de Ivan) | 2               | 2015     |
| Brendan Merdzan           | James Gibson        | Mochilero Australiano (Víctima de Ivan) | 2               | 2015     |
| Lucy Bell                 | Jill Walters        | Madre de Joanne                         | 2               | 2015     |
| Mark Kilmurry             | Ray Walters         | Padre de Joanne                         | 2               | 2015     |
| Julian Pulvermacher       | Manfred Neugebauer  | Padre de Gabor                          | 2               | 2015     |
| Anja Raith                | Anke Neugebauer     | Madre de Gabor                          | 2               | 2015     |
| John Brumpton             | Artie Bigman        | -                                       | 2               | 2015     |
| Steve Le Marquand         | Phil Polglase       | Amigo de la Familia Milat               | 1               | 2015     |
| Julia Billington          | Janet Nicholson     | Oficial                                 | 1               | 2015     |
| Helen Thomson             | Miriam Bentley      | Doctora                                 | 1               | 2015     |
| Stephen Anderton          | Bruce Pryor         | Local                                   | 1               | 2015     |
| Richard Healy             | Justice Hart        | -                                       | 1               | 2015     |
| Ingrid Kleinig            | Joanne Berry        | Conductora                              | 1               | 2015     |

## Premios y nominaciones
| Año  | Categoría              | Premio             | Nominados (as)  | Resultado |
| ---- | ---------------------- | ------------------ | --------------- | --------- |
| 2016 | Most Outstanding Actor | Silver Logie Award | Malcolm Kennard | Nominado  |

## Producción
La miniserie fue dirigida por Peter Andrikidis y escrita por Justin Monjo.
El oficial Clive Small, un detective retirado y ahora autor, quien trabaja como jefe de la investigación de tareas de la Fuerza Aérea, comentó que la miniserie era pura ficción y que hacía ver exagerado el papel del detective Paul Gordon.